# Сафронов, Афанасий Иванович
Афанасий Иванович Сафронов (22 октября 1903, Смоленск −18 марта 1944, Ленинград)— советский военачальник, генерал-майор (25 сентября 1943), участник Великой Отечественной войны.

## Биография

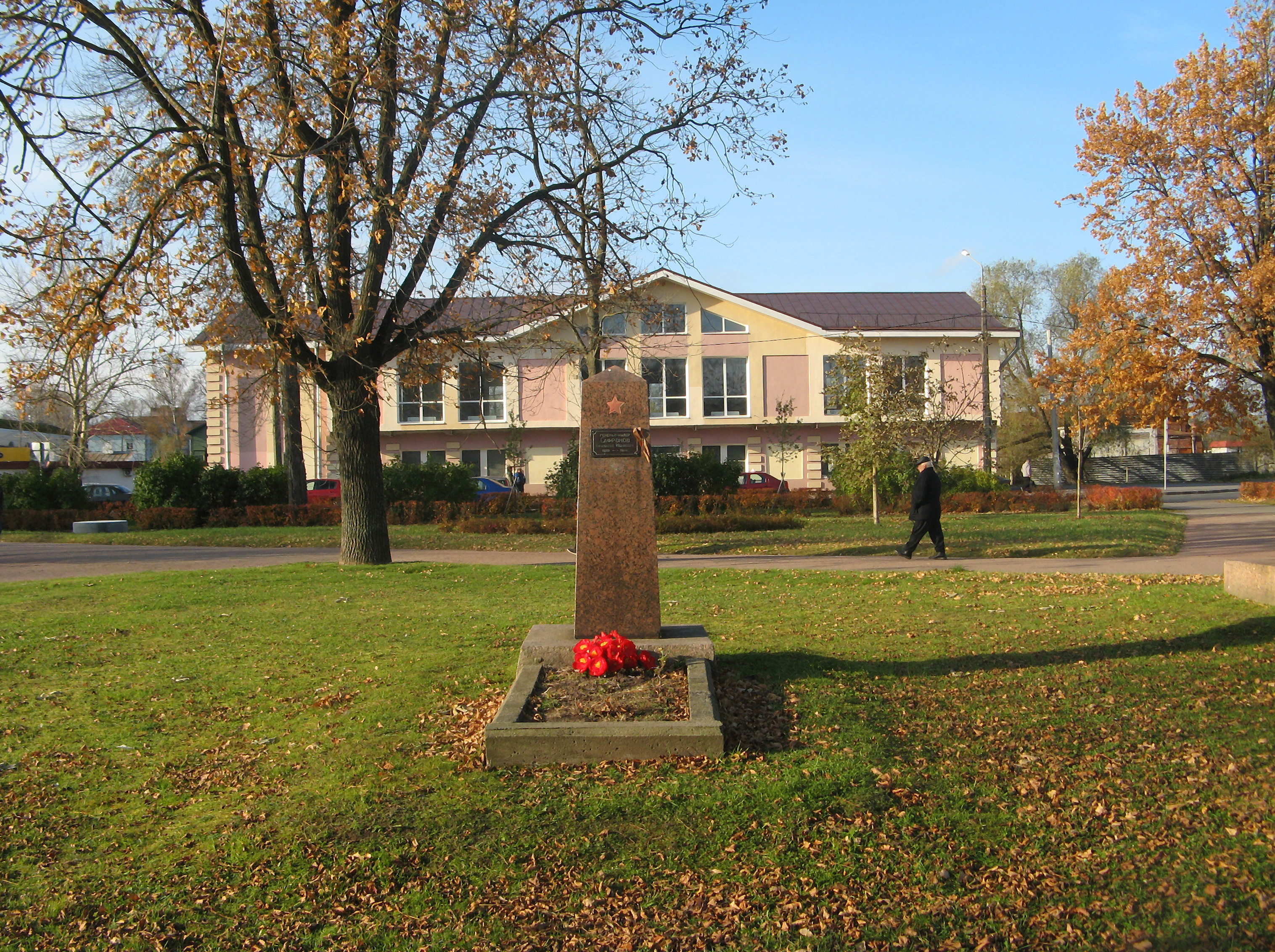
Могила генерал-майора А.И. Сафронова. Привокзальная площадь, в сквере, Ломоносов, Петродворцовый район, Санкт-Петербург

В 1924 году вступил в ряды Рабоче-крестьянской Красной армии. В 1931 году окончил Рязанскую пехотную школу имени К. Е. Ворошилова, в 1935 году 3 курса Военной академии имени М. В. Фрунзе, а в 1939 Курсы усовершенствования командного состава при Академии Генштаба РККА.
После окончания Рязанской пехотной школы имени К. Е. Ворошилова, в сентябре 1927 года был направлен в 27-й отдельный территориальный стрелковый батальон 9-го отдельного территориального стрелкового полка в городе Борисоглебск, где был назначен командиром взвода, а в декабре 1929 года помощником начальника штаба батальона. С мая 1931 года занимал должность курсового командира в Рязанской пехотной школе им. К. Е. Ворошилова.
В апреле 1932 года зачислен слушателем в Военную академию имени М. В. Фрунзе После прохождения курсов, в мае 1935 года, назначен помощником начальника 1-й части в штаб 64-й стрелковой дивизии, в городе Смоленск. В феврале 1937 года вступил в должность начальника штаба 144-го стрелкового полка 48-й стрелковой дивизии им. М. И. Калинина в городе Вышний Волочек. В мае 1938 года вступил в должность помощника начальника штаба 11-й стрелковой дивизии. В октябре 1938 года направлен на Курсы усовершенствования командного состава при академии Генерального штаба РККА, после окончания курсов назначен начальником штаба той же дивизии. 23 февраля 1939 года принял военную присягу.
Согласно приказу Военного совета Ленинградского военного округа «как лучший начальник штаба дивизии» в январе 1940 года был направлен в 16-ю стрелковую дивизию, которая отправлялась в Эстонию. Дивизия вошла в состав 65-го стрелкового корпуса. После начала Великой Отечественной войны дивизия вошла в 27-ю армию Северо-Западного фронта и переместилась в Таллин, где вела бои по обороне города. С 19 июля 1941 года временно исполнял должность командира дивизии.
19 августа 1941 года Сафронов был назначен исполняющим должность командира 118-й стрелковой дивизии. В сентябре дивизия вошла в состав 48-й стрелковой дивизии, а полковник Сафронов стал её командиром. Дивизия вела бои у города Ораниенбаум под его командованием. С 1942 по май 1943 года 48-я стрелковая дивизия вела оборону, создавая прочные оборонительные сооружения.
С января 1944 года дивизия принимала участие в Красносельско-Ропшинской наступательной операции. 21 января 1944 года за успешный прорыв блокады Ленинграда на Ропшинском направлении дивизии было присвоено почетное наименование «Ропшинская».
В феврале дивизия вошла в состав 30-го гвардейского стрелкового корпуса. 25 февраля дивизия перешла в наступление, в результате командир дивизии генерал-майор Сафронов получил контузию.
Умер 18 марта 1944 года в госпитале от тяжелой контузии. Похоронен в сквере на привокзальной площади в Ораниенбауме.

## Воинские звания
- майор (1938);
- подполковник;
- полковник (1941)[1];
- генерал-майор (29.09.1943)[4]

## Награды
- два ордена Красного Знамени (26.05.1943[5], 17.02.1944[6]);
- медаль «За оборону Ленинграда».